# (69275) Wiesenthal
(69275) Wiesenthal (1989 WD4) – planetoida z grupy pasa głównego asteroid okrążająca Słońce w ciągu 4,7 lat w średniej odległości 2,81 j.a. Odkryta 28 listopada 1989 roku.